# Hilaire Willot
Hilaire Henri Marcel Willot  (Rebecq, 24 juni 1912 - Herchies, 18 februari 1983) was een Belgisch volksvertegenwoordiger.
Willot was bediende en werd in 1946 verkozen tot lid van de Kamer van volksvertegenwoordigers voor de Parti social chrétien voor het arrondissement Bergen. Hij zou bijna twintig jaar volksvertegenwoordiger blijven, tot 1965.